# Śremski Notatnik Historyczny
Śremski Notatnik Historyczny – "czasopismo dla miłośników Ziemi Śremskiej", obejmującej miasta i gminy Brodnica, Dolsk, Kórnik, Kórnik, Książ Wielkopolski i Śrem. 
Czasopismo o nieregularnym cyklu wydawania, ukazuje się od 2008 r. Wydawcą, redaktorem naczelnym i autorem dużej części artykułów jest śremski przedsiębiorca Krzysztof Budzyń. Tematyka pisma obejmuje historię lokalną. W piśmie są publikowane artykuły na temat miejscowości i obiektów zabytkowych Ziemi Śremskiej, a także wspomnienia mieszkańców regionu.